# والدبورگ، اتریش
والدبورگ  (به آلمانی: Waldburg) یک منطقهٔ مسکونی در اتریش است که در ناحیه فرایشتات واقع شده‌است. والدبورگ  ۲۶٫۶ کیلومتر مربع مساحت دارد ۶۸۵ متر بالاتر از سطح دریا واقع شده‌است.